# Myrosław Irczan
Myrosław Irczan (pseudonim literacki), nazwisko rodowe: Andrij Babiuk (ur. 14 lipca 1896 w Piadykach k. Kołomyi, rozstrzelany 3 listopada 1937 w miejscu straceń Sandarmoch) – ukraiński prozaik, poeta, literaturoznawca, dziennikarz, publicysta, wydawca. Jeden z przedstawicieli rozstrzelanego odrodzenia.

## Życiorys
Absolwent seminarium nauczycielskiego we Lwowie. Od sierpnia 1914 był żołnierzem Legionu Ukraińskich Strzelców Siczowych, ranny w pierwszych walkach w Karpatach Wschodnich. Przeniesiony do kwatery prasowej Kosza USS, był redaktorem wojskowej gazetki „Samochotnyk”, jak również autorem artykułów w „Wistnyku USS”, „Dile”, „Ukrajinśkym słowie”.
W 1918 zajmował się organizacją ukraińskiego szkolnictwa na Podolu, był współpracownikiem organu Armii Halickiej – „Striłcia”. Po przejściu UHA na stronę bolszewików zainteresował się ideami komunizmu. W 1922 wyjechał do Pragi, a w 1923 do Kanady, gdzie wydawał czasopisma „Swit mołodi” i „Robitnycia”, współpracował również z czasopismami „Ukrajinśki robitnyczi wisti”, „Zorja”, „Czerwonyj szljach”, „Zachidna Ukrajina”. W 1929 wyjechał do USRR, w styczniu 1930 został wybrany przewodniczącym związku rewolucyjnych pisarzy „Zachidna Ukrajina”, i redaktorem miesięcznika o tej samej nazwie (wydawanego od lutego 1930). Członek KPZU, Komunistycznej Partii Ukrainy (bolszewików), Komunistycznej Partii Kanady.
28 grudnia 1933 został aresztowany przez OGPU po rozmowie z Pawłem Postyszewem w gmachu KC KPU(b). 28 marca 1934 skazany przez Kolegium GPU na dziesięć lat łagru za „przynależność do ukraińskiej nacjonalistycznej organizacji kontrrewolucyjnej”. Karę odbywał w IV oddziale Biełbałtłaga, w Segeżu i w SŁON na Sołowkach.
W czasie wielkiego terroru 9 października 1937 „trójka specjalna” NKWD obwodu leningradzkiego RFSRR skazała jednym wyrokiem listę 1116 więźniów Sołowek na śmierć. Na liście znajdowało się nazwisko Irczana. Zginął w masowej egzekucji wraz z innymi twórcami ukraińskimi (Łesiem Kurbasem, Mykołą Kuliszem, Ołeksą Slisarenką, Mykołą Zerowem i in.) 3 listopada 1937 na uroczysku Sandarmoch w Karelii i tam został pochowany.